# Hippocastanoideae
Hippocastanoideae (Dumortier) es una subfamilia perteneciente a la familia de las sapindáceas.
Se habla también de la familia Hippocastanaceae, pero ésta, junto con otras familias como por ejemplo Aceraceae, siendo estas dos las más notables, aparecen recogidas en la familia Sapindaceae sensu lato, según la APG II del 2003. Por lo tanto, ahora se considera sinónimo de la familia Hippocastanaceae. 
Además de esta subfamilia, otras tres pertenecen a la familia de las sapindáceas:
- Xanthoceroideae Thorne & Reveal.
- Dodonaeoideae Burnett.
- Sapindoideae Burnett.

## Géneros
En esta subfamilia se encuentran cinco géneros, divididos en dos tribus:
- Tribu Acereae:
  - Acer L., 1753

  - Dipteronia Oliv.

- Tribu Hippocastaneae:
  - Aesculus L., 1754

  - Billia Peyr., 1858

  - Handeliodendron Rehder., 1935